# Litteraturselskabet
Foredragsforeningen Litteraturselskabet blev stiftet i 1872

og dens medlemmer formidlede, som Georg Brandes sagde: "frihedens store tanker og menneskehedens fremskridt."

Foreningens levetid var dog meget kort.
Modstanderne kaldte den "Fritænker-foreningen".
Den stiftende skare omfattede mænd som:

- Otto Borchsenius
- Edvard Brandes
- Georg Brandes
- Holger Drachmann
- J.P. Jacobsen
- Vilhelm Møller
- Sophus Schandorph
- H. Schwanenflügel
- med flere.